# Kościół św. Andrzeja Apostoła w Kunowie
Kościół świętego Andrzeja Apostoła w Kunowie – rzymskokatolicki kościół parafialny należący do parafii pod tym samym wezwaniem (dekanat gostyński archidiecezji poznańskiej).
Jest to świątynia wzniesiona w stylu neobarokowym w 1909 roku z cegły, w czasie urzędowania proboszcza księdza Antoniego Jezierskiego. W dniu 30 grudnia 1909 roku kościół został konsekrowany przez księdza biskupa Edwarda Likowskiego.
W świątyni można zobaczyć m.in. belkę tęczową datowaną na 1713 rok, która znajduje się w chórze muzycznym.